# We Sold Our Soul for Rock 'n' Roll
We Sold Our Soul for Rock 'n' Roll je výběr největších hitů skupiny Black Sabbath z období 1970–1975. Přestože bylo vydáno po šestém řadovém albu skupiny, materiál je použit především z prvních čtyřech alb.

## Seznam skladeb
(Pořadí skladeb je uváděné jako bylo na původní verzi alba. Za skladbou se nachází album, které skladbu obsahovalo.)

### A strana
1. "Black Sabbath" (Black Sabbath)
2. "The Wizard" (Black Sabbath)
3. "Warning" (Black Sabbath)

### B strana
1. "Paranoid" (Paranoid)
2. "War Pigs" (Paranoid)
3. "Iron Man" (Paranoid)
4. "Wicked World" (Black Sabbath U.S.verze)

### C strana
1. "Tomorrow's Dream" (Black Sabbath, Vol. 4)
2. "Fairies Wear Boots" (Paranoid)
3. "Changes" (Black Sabbath, Vol. 4)
4. "Sweet Leaf" (Master of Reality)
5. "Children of the Grave" (Master of Reality)

### D strana
1. "Sabbath Bloody Sabbath" (Sabbath Bloody Sabbath)
2. "Am I Going Insane (Radio)" (Sabotage)
3. "Laguna Sunrise" (Black Sabbath, Vol. 4)
4. "Snowblind" (Black Sabbath, Vol. 4)
5. "N.I.B." (Black Sabbath (album))

## Sestava
- Ozzy Osbourne – zpěv
- Tony Iommi – kytara
- Geezer Butler – baskytara
- Bill Ward – bicí